# 1991 PT14
1991 PT14 är en asteroid i huvudbältet som upptäcktes den 6 augusti 1991 av den amerikanske astronomen Henry E. Holt vid Palomarobservatoriet.